# 楠木栄理
楠木 栄理（くすのき えり、1982年4月16日 - ）は、瀬戸内海放送の元アナウンサー。

## 来歴・人物
徳島県那賀郡那賀川町（現：阿南市）出身。血液型B型。
NHKキャスター時には、ニュース・情報番組を担当し、退社後、瀬戸内海放送の関連会社であるキャストKSBパートナーズへ入社し、瀬戸内海放送専属の契約アナウンサーとして同社高松本社報道制作ユニットに配属された。

## 出演番組

### 過去の出演番組
- KSBニュースview（瀬戸内海放送）
- KSBスーパーJチャンネル  (瀬戸内海放送)
- ほっからんど北海道（NHK）
- ほっからんど函館（NHK)
- ためしてガッテン（NHK総合テレビジョン）
- ちちんぷいぷい（MBSテレビ）
- ヴァンテーヌ　読者モデル
- ビバ・シスターズ